# Caladenia marginata
Caladenia marginata es una especie de orquídea de hábito terrestre del género Caladenia. Es nativa de Australia.

## Descripción
Es una planta herbácea tuberosa, perenne. Crece hasta los 20 cm de altura y produce flores blancas entre septiembre y noviembre (primavera) en su rango nativo. Se encuentra en lugares con arena, granito o barro arcilloso. Estacionalmente en lugares húmedos.

## Taxonomía
Caladenia marginata fue descrita por John Lindley  y publicado en A Sketch of the Vegetation of the Swan River Colony. . . . 51. 1840.
Etimología
Caladenia: nombre genérico que  deriva de las palabras griegas calos (que significa hermosa) y adén (es decir, las glándulas), refiriéndose al colorido labelo y las brillantes glándulas en la base de la columna que adornan muchas de las especies.
marginata: epíteto latino que significa "marginada".
Sinonimia
- Caladenia ochreata Lindl. (1839)
- Caladenia marginata var. ochreata (Lindl.) Rchb.f. (1871)
- Caladenia latifolia var. angustifolia Benth. (1873)
- Caladenia paniculata Fitzg. (1882)
- Caladenia purdieana Andrews (1902)
- Caladenia latifolia var. glandula Ewart & B.Wood (1911)
- Caladeniastrum marginatum (Lindl.) Szlach. (2003)[1]